# 澳亚卫视
澳亞衛視有限公司（英語：Macau Asia Satellite Television Company.,Limited） ，簡稱：澳亞衛視（MASTV） ，於2001年6月1日開播，是澳門特别行政区批准以經營衛星電視為主要業務的持牌公司。信号覆盖全球60多个国家和地区，澳亚卫视的卫星频道澳亚卫视中文台在2004年3月15日正式开播，但台徽只显示“澳亚卫视”四字；2006年4月落地廣東珠三角地區。2021年1月10日起，澳亚卫视在亚洲5号卫星启播高清讯号。
2024年7月16日，澳亞衛視在被澳門初級法院頒令破產。同年9月，澳門郵電局表示已通知澳亞衛視將收回牌照，而對方沒有與局方接觸，當局在完成所有法律程序後，才能正式宣告澳亞衛視牌照失效。2024年11月20日下午，澳亚卫视卫星信号突然消失，原因不明，澳门有线电视的信号暂未受到影响。2025年5月13日，澳亚卫视于134统一平台的信号由彩条覆盖图变为黑屏。

## 節目定位
澳亞衛視主要定位的的觀眾的是中國內地、香港、澳門、臺灣以及東南亞地區。澳亞衛視的整體節目基本上都是以澳門為中心，辐射全世界。

## 現播節目
2021年起：（以重播節目為主）
| - 清清早茶 - 澳門萬象 - 澳亞新聞 - 賽馬直擊 - 基本法一點通 - 澳亞劇場 - 諜戰劇場 - 海外劇場 - 舊諜戰劇場 - 順風順水 - 三生有幸 - 與健康有約 |

## 已下檔節目
| - 美鳳看天下 - 兩岸民生 - 全球財經透視 - 午間財經 - 今日財經 - 至尊百家樂 - 關鍵時刻 - 康熙來了 - 兩岸焦點 - 澳門，預約幸福 - 微博江湖 - 名人博客 - 高峰會 - 不能忘卻的偉大勝利 - 時事諍言 - 大野史一角➡️大野史 - 午間一刻➡️午間報導➡️午間快報 - 財經觀察室 - 傲世財經線 - 十分科幻時代 - 一美一輩子 - 看點。觀點➡️網羅新觀點 - 美人聖經 - 坊間話題 - 華人世界讓你最美 - 探真 - 寶島內幕 - 壹周奇聞 - 財經論道 - 財通天下 - 澳亞財經 - 娛樂星焦點➡️娛樂星聞 - 澳門印記 - 貨幣戰爭 - 亞洲劇場 - 澳亞IGF摔角 - 文創時空 - 快樂玉米 - 少年看中國 - 澳門人的抗戰 - 珠寶菁英滙 - 澳亞金錢報➡️澳亞金融時報 - 粵港澳大灣區進行式 - 前進一帶一路 - 勇士的榮耀 - 走進台灣 - 澳亞快報 - Sunday - 澳門共享繁榮 - 感動澳門 - 擁抱大灣區 |

## 前主播與主持人
| 璩美鳳 | 李虹依 | 李應青 | 吳屏珊 |
| 徐湘華 | 彭詩婷 | 鄭崇生 | 李玉雁 |
| 吳采妮 | 王怡翔 | 王雅惠 | 劉揚   |
| 許復   | 王鶴   | 封禎   | 蔣夏露 |
| 孫倩   | 黃怡文 | 徐莉婷 | 車玲玲 |
| 施孟君 | 卞其樂 | 郭子玄 | 牟丹   |
| 林濤   | 洪媛   | 周延   | 黃家軒 |
| 謝安安 | 曾懷瑩 | 陳湘芸 | 李丹   |
| 孟真   | 趙珂雨 | 馬永斐 | 凌希環 |
| 曾竟凡 | 崔格僖 | 陳柔安 | 陳珈婕 |
| 林毓芝 | 林美婷 | 劉越   | 邱碧瑩 |
| 蔣雪婷 | 華逸凡 | 于越   | 李芷玲 |
| 劉中志 | 徐詩穎 | 張曼鈺 | 陸夢   |
| 李冀釗 | 鍾鼎浩 | 李姝   | 何智溢 |

| 王松青 | 姜玉鳳 | 李應青 | 蘇芳瑜 |
| 劉玉嘉 | 張小莉 | 蔡沛玲 | 車玲玲 |
| 莊舒棠 | 王友信 | 曹世杰 | 田森   |
| 李雅貞 | 黃佩珊 | 陳靜蘭 | 蕭裔芬 |
| 侯沛吟 | 趙明頡 | 金姿妍 | 林秀慧 |
| 張瑞玲 | 邢然   | 高珊   | 黃芓期 |
| 謝沅瑾 |        |        |        |

## 卫星信号

### 使用衛星和頻段
澳亞衛視中文台節目通過澳門宇宙衛星發射基地向亞洲5號衛星發射C波段信號。
中国国际电视总公司境外卫星代理部接收澳亚卫视中文台信号，通过亚太6号卫星发射ku波段信号。

## 落地情況

### 中國大陸
澳亞衛視中文台於2002年通过了國家廣電總局的批准，與BBC、HBO、CNN、NHK、鳳凰衛視等28家國際媒體在中國大陸一同落地。并于2003年順利地通過年检。2006年8月3日，澳亚卫视在澳门举行了澳亚卫视在广州及深圳有线电视网落地的签约仪式，标誌着澳亚卫视正式进入两地的有线电视网播出。广东其他大城市的有线电视网从上述签约仪式后都开始转播澳亚卫视中文台。除广东珠三角地区之外只有三星级以上的宾馆或酒店、科研机构、新闻、金融、经贸单位、国家标准二级以上的涉外宾馆、涉外公寓才能收看。

## 欠薪事件
2019年4月陸續有澳亞衛視員工求助，指該年2月開始被公司方拖欠薪金，涉及逾百名本地及外地僱員；勞工事務局介入後，期間只有部分僱員例如新聞部等前線人員獲發還2月和4月薪金，至5、6月份則再次拖欠。據了解，儘管有部分員工獲發還6月份薪酬，但離職僱員則無收到相關欠款。至此，澳亞衛視和澳亞傳媒文化集團有限公司的僱員合共被欠薪兩個月至近半年不等。
持續多月欠薪令員工生活困難，部分已離職僱員更加追討無期，員工曾嘗試申請債權墊支基金預支部分欠款以應急養家，然而勞工局表示僱主並非「執笠破產」而不予批准，令員工感到十分徬徨。

### 澳亞衛視台北站
2007年12月，澳亚卫视在臺灣开设办事处，后来其老闆林南、台北站負責人來俊良却因積欠台北站員工薪資被告上台北法院，攝影、收音等器材遭到查封。

### 2020年至今
由2019年起，澳亞衛視不斷拖糧，僱主利用不用途徑尋找法律漏洞，並去到該案件卷宗移送法院前最後一刻「找數」，即可銷案、零罰款，有台灣媒體更形容澳亞衛視的情況是澳門「半倒電視台」。澳門立法會直選議員李靜儀指雖《勞動關係法》於2008年修訂，加快處理欠薪個案、加重處罰違法僱主但未能及時幫助員工追討。在第86條的「自動繳納」機制，法律容許資方只要在勞工局將筆錄移送法院前清還欠薪，即可免罰款兼銷案，使無良僱主利用這機制去到最後一刻才找數。在澳亞衛視個案中涉及層面過多，經過多重和多達半年至一年的行政程序才立案。並且在例外條款，如果違規僱主是「累犯」，不適用此機制。
 在欠薪的問題上，翻查澳亞衛視員工早前欠薪個案的判決書，當中提及「根據《勞動關係法》第87條配合《刑法典》第125條及第47條規定，考慮到本案嫌疑人為法人，其在性質上不能被科處徒刑。因此，上述罰金將不轉為徒刑。」 李靜儀對此建議《勞動關係法》要進行檢討並堵塞該法律漏洞。 
 在澳亞衛視個案中，勞工局認為澳亞衛視仍有支付能力，但公司已出現嚴重的財政而導致欠薪的問題，但一名員工可以申請到勞動債權保障基金。
澳亞衛視欠薪事件長達兩年（由2019年起）之久，由台北站欠薪事件已早有先兆，主管「衛星電視廣播業務准照」的郵電局有無履行監管責任也是一大疑問。據了解，澳亞衛視廣州、北京和台北分站近兩年因財困已陸續收攤。至今台北仍然有不少員工被拖欠薪資有冤無路訴，追討無門。欠薪事件亦間接影響了澳門在當地的聲譽。現時只能盼望「白武士」的出現，據前員工或高層透露，董事長林南多年前已有意賣盤，只是開價十幾億，令不少投資者卻步，但他仍未放棄最後希望。事實上，澳門另一間衛星電視營運商「宇宙衛星通信」與澳亞衛視兩間企業關係密切，共用工作人員及辦公地點，兩間公司的股東會主席均是林南。根據第46/2011號運輸工務司司長批示，宇宙衛星通信獲特區政府批出路環龍爪角衛星路一幅佔地13,162平方米地皮，興建兩幢大樓，用作寫字樓及電影製作之用。有關地段將於今年9月到期。相信這才是賣盤的底氣，算得上比較有價值的資產？但衛星電視特別准照營運商及相關用途土地承批人，涉及重大股權轉讓，必須得到政府相關部門批准。
 澳亞衛視據第46/2004號行政長官批示所載的「十五年總體發展規劃」，除現時開設的澳亞衛視中文台（現澳亞衛視）外，現時還有一條澳門衛視頻道，當時計劃開設另外五條頻道包括英語學習台、音樂藝術台、電影電視劇台、粵語台、商業台。可惜的是該五條計劃開設頻道已經無影無蹤。
 郵電局是衛星電視廣播業務准照之制度對澳亞衛視進行不同程度監察、巡查以確認能夠繼續提供服務，2018年時任行政長官崔世安仍照樣為澳亞續牌15年，可見主管衛星電視部門是否真正履行過監督職責，現時澳門的員工幾乎走清光，如同即將變成一間「離岸」電視台。
雖然郵電局向本地網上媒體回應澳亞「拖數門」事件，目前已對相關持牌人跟進和了解其業務經營情況，如違反規定將按法律程序進行並作出處理。
2021年6月18日，部分澳亞衛視前員工與代表勞工界的直選議員李靜儀召開記者會，前員工代表指出公司高層在欠薪一事未與員工進行溝通，又指現時公司僅餘幾名員工留守，根本無法正常營運。
李靜儀表示雖然行政長官賀一誠曾於4月底時回應事件稱，已要求公司先解決欠薪，因澳亞衛視的牌照尚未到期，而現時該公司內仍有僱員，不可以先停牌，但事隔近兩個月仍未見進展，李靜儀形容員工處於極其無助及彷徨狀態。
有員工指出澳亞衛視高層對員工拖糧行為已長達9個月之久，政府態度是坐視不理，他希望政府對該電視台高層作出施壓。據勞工事務局4月中旬時回覆《論盡媒體》查詢，自2019年至2021年3月，該局共接獲178名澳亞員工求助，共開立29宗個案。其中6宗個案經當局處理已解決、18宗個案需送司法機關審理，餘下5宗個案仍在調查階段。李靜儀指出該個案不只是單一欠薪個案，揭示出不少勞工法律存在不同的漏洞，她同時認為監管部門應核查澳亞有否履行電視準照義務，如沒執行須作處罰或作下一步的行動。